# 清水勇人
清水 勇人（しみず はやと、1962年〈昭和37年〉3月25日 - ）は、日本の政治家。埼玉県さいたま市長（5期）。元埼玉県議会議員（2期）。

## 来歴
埼玉県戸田市生まれ。その後大宮市（現・さいたま市西区）水判土、中学生からは浦和市（現・さいたま市浦和区）常盤・（現・緑区）中尾で過ごし、結婚後は再び大宮市（現・さいたま市見沼区）堀崎町に居住している。大宮市立植水小学校、明治学院中学校・明治学院東村山高等学校卒業。
日本大学法学部政治経済学科在学中、タイの難民キャンプで難民支援のボランティアに従事したのをきっかけに、世界の紛争地域を回る。日大法学部卒業後、松下政経塾に入塾し、1988年（昭和63年）に卒塾（第7期生）。1995年（平成7年）4月、埼玉県議会議員選挙に当時の南第6区（上尾市選挙区）から立候補したが、最下位で落選。その後、土屋品子衆議院議員の公設第一秘書を務める。
2003年（平成15年）4月、埼玉県議会議員選挙に自由民主党公認で現在の南第6区（見沼区選挙区）から立候補し、同区でトップ当選を果たした。県議時代は、拉致議連幹事を務める。2007年（平成19年）に再選。

### さいたま市長に就任
2009年（平成21年）2月、自民党を離党し、さいたま市長選挙への出馬を表明。翌3月26日、埼玉県議会議員を辞職。5月24日投開票のさいたま市長選挙に、渡辺喜美・江田憲司らが結成した国民運動体 日本の夜明け（後のみんなの党）の推薦を受けたほか、独自候補の擁立を断念した民主党の埼玉県連の支持を受け、無所属で出馬。民主党埼玉県連代表の枝野幸男（埼玉県第5区選出）が選挙対策本部長に就任し選挙対策を取り仕切った。
現職の相川宗一さいたま市長は、自民党埼玉県連と公明党埼玉県本部の推薦を得て、3選を目指して無所属で出馬。民主党埼玉県連幹事長の武正公一（埼玉1区選出）は、これまでの選挙で相川の支援を受けていたため、清水の積極的な支援は行わなかった。同じ県連に所属する国会議員が別々の候補を支援する分裂選挙の様相を呈した。
この他、自民党を離党し、衆議院議員を辞職して2005年（平成17年）の市長選挙に続いて出馬した中森福代、旧大宮市長の新藤享弘の支援を受けた日下部伸三前さいたま市議（現在は埼玉県議）、日本共産党が推薦する元埼玉県議の松下裕、2001年（平成13年）の市長選挙に続いて出馬した土屋義彦元埼玉県知事の特別秘書の総勢6人が立候補した。
民主党はこのさいたま市長選挙を第45回衆議院議員総選挙の前哨戦に位置づけ、党本部推薦候補並みの支援体制を敷いて清水を支援。小沢一郎民主党代表の辞任を受けて就任した鳩山由紀夫新代表が就任後初の地方遊説を行った他、菅直人、前原誠司、名古屋市長の河村たかしら、民主党幹部らが頻繁に選挙応援に入った。清水は次点の相川を大差で破り、初当選。投票率は42.78%。5月27日、さいたま市長に就任。
2010年（平成22年）12月21日、地域政党「埼玉改援隊」を設立し、代表に就任したが、活動の形骸化が指摘され2012年に解散した。
2013年（平成25年）5月19日投開票のさいたま市長選挙に再選を目指して出馬。前回の市長選では民主党の支援を受けたのに対し、特定政党の支援を受けず、埼玉県議時代の先輩であった自民・公明両党が推薦した前埼玉県議、前さいたま市議で2001年（平成13年）の市長選挙に続いて出馬した吉田一郎、共産党が推薦した旧岩槻市議ら3人の新人候補を破り、再選を果たした。投票率は37.98%で、これはさいたま市長選において2番目に低い投票率であった。
2016年には国際芸術祭「さいたまトリエンナーレ」を開催、9月24日から12月11日までの79日間にわたって行われた。30万人を目標としていた来場者数は36万人を数えた。一方、およそ8億円の事業費がかかったことや、トリエンナーレを担当する市職員が時間外労働を強いられたことに、さいたま市議会は反発した。
2017年（平成29年）のさいたま市長選挙に民進党の支援を受けて出馬し、初の女性市長を目指して三度目の立候補をした元衆議院議員の中森福代や、共産党が推薦した地区労組協議会議長の前島英男と選挙戦を戦った。前回に引き続き埼玉高速鉄道線の延伸のほか、大宮駅や浦和駅周辺の再開発推進、さいたま市立病院の建て替え、認可保育所の増設によって待機児童の解消を図ることの必要性を訴えた。
5月21日に投開票が行われ、民進党の支持層や無党派層に加え、候補者の擁立を見送った自民党の内、選挙前にこの一件が原因で自民党市議団より離反して旧大宮市系と旧与野市系の一部の自民党市議で設立した会派、「自民真政」の支持層から支持を集め、203,953票を獲得し3選（中森は63,200票、前島は53,971票）。なお、投票率は過去最低の31.44%（前回比6%下落）に終わった。
2021年5月の任期満了が近づいた2021年1月、清水は4選を目指し市長選への立候補を表明し、2021年（令和3年）5月23日の投開票の結果4選。
2025年5月25日投開票の市長選では、公明党埼玉県本部の支持や自民党・立憲民主党市議らの支援を得た清水が元衆議院議員の沢田良らを破り5選。

## 政策・主張
- 初出馬時から、埼玉高速鉄道線の岩槻駅延伸を公約に掲げている。
- 大宮駅西口にMICEを誘致するという公約は、収益性に課題があり断念している[18]。
- さいたま市役所庁舎の移転については、「任期内に一定の方向性を決める」としていた。2021年2月、本庁舎整備審議会の答申を尊重するとして、市役所のさいたま新都心バスターミナルほか街区への移転を目指すことを表明した[19][20]。2022年4月22日の定例会見で、さいたま市議会に対し「令和4年さいたま市議会4月臨時会」を招集し、2031年度を目途にさいたま新都心駅東口を最寄りとした「さいたま新都心バスターミナルほか街区への移転」について議案を提出することを発表した。「さいたま新都心にふさわしい住居表示[注釈 1]の実施を検討すること」という付帯決議を経て、4月29日に議案が可決され、さいたま市発足以来の懸案事項に決着をつけた。
- 2020年（令和2年）4月1日、LGBTなど性的少数者のカップルが婚姻に相当する関係にあると認める「パートナーシップ宣誓制度」を導入した[21]。
- 2020年（令和2年）4月30日、新型コロナウイルス対策の財源に充てるため、自身の5月から2021年（令和3年）3月までの月額給与を30％減額する条例案を市議会臨時会に提出した。副市長については20%減額し、教育長と水道事業管理者と常勤の監査委員と特別職の秘書については10%減額するとした[22]。5月8日、同条例案は可決された[23]。